# W. R. Grace Building
Il W.R. Grace Building è un grattacielo ubicato nel quartiere di Manhattan, a New York. Commissionato dalla W. R. Grace Company venne costruito tra il 1971 e il 1974.

## Descrizione
Alto 192 metri e con 50 piani è stato progettato da Gordon Bunshaft con l'aiuto di Skidmore, Owings & Merrill. La principale particolarità dell'edificio è quella della facciata che presenta una pendenza verticale concava sui lati nord e sud dell'edificio. Questo edificio è anche molto simile al Solow Building, un altro grattacielo sviluppato da Bunshaft; infatti per il design di questa struttura usò il design iniziale del Solow Building che la Solow Corporation non voleva sul proprio edificio.

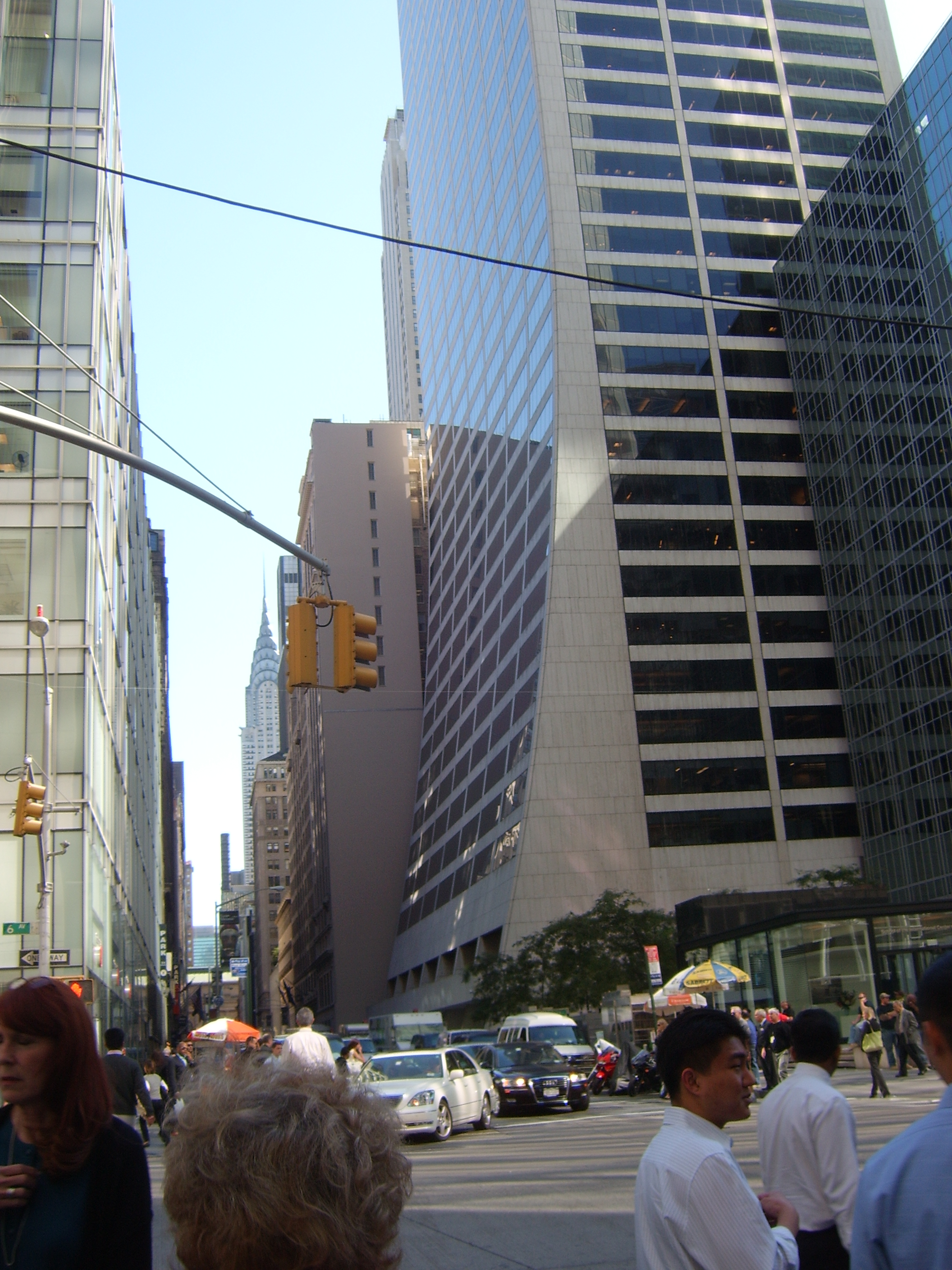
Particolare della base dell'edificio